# Parasicyonis maxima
Parasicyonis maxima is een zeeanemonensoort uit de familie Actinostolidae.
Parasicyonis maxima is voor het eerst wetenschappelijk beschreven door Wassilieff in 1908.